# Veridiana Fonseca
Veridiana Mostaço da Fonseca est une joueuse brésilienne de volley-ball  née le 30 décembre 1982 à Londrina. Elle mesure 1,78 m et joue au poste de libero. 

## Clubs
| Club                    | De        | À         |
| ----------------------- | --------- | --------- |
| Grêmio de Vôlei Osasco  | 2000-2001 | 2003-2004 |
| Minas Tênis Clube       | 2004-2005 | 2004-2005 |
| Macaé Sports            | 2005-2006 | 2005-2006 |
| CA Trofa                | 2006-2007 | 2006-2007 |
| A.D. Brusque            | 2007-2008 | 2007-2008 |
| Minas Tênis Clube       | 2008-2009 | 2008-2009 |
| Esporte Clube Pinheiros | 2009-2010 | 2009-2010 |
| São Caetano E.C.        | 2010-2011 | 2010-2011 |
| Volei Futuro            | 2011-2012 | 2011-2012 |
| Sesi-SP                 | 2012-2013 | 2012-2013 |
| Brasília Vôlei          | 2013-2014 | 2014-2015 |
| Esporte Clube Pinheiros | 2015-2016 | 2015-2016 |
| Vôlei Positivo Londrina | jan 2018  | …         |

## Palmarès

### Équipe nationale
- Championnat d'Amérique du Sud  des moins de 18 ans
  - Vainqueur : 1998.
- Championnat du monde des moins de 18 ans
  - Finaliste : 1999.
- Championnat d'Amérique du Sud  des moins de 20 ans
  - Vainqueur : 2000.
- Championnat du monde des moins de 20 ans
  - Vainqueur : 2001.

### Clubs
- Championnat du Brésil
  - Vainqueur : 2003, 2004.
- Championnat du Portugal
  - Vainqueur : 2007.
- Coupe du Portugal
  - Vainqueur : 2007.
- Supercoupe du Brésil
  - Finaliste : 2015.

### Distinctions individuelles
- Championnat du monde de volley-ball féminin des moins de 18 ans 1999: Meilleure réceptionneuse et meilleure libéro.